# Ощепалін-Другий
Ощепалін-Другий (пол. Oszczepalin Drugi) — село в Польщі, у гміні Войцешкув Луківського повіту Люблінського воєводства.
Населення — 382 особи (2011).
У 1975-1998 роках село належало до Седлецького воєводства.

## Демографія
Демографічна структура станом на 31 березня 2011 року:
|          | Загалом | Допрацездатний вік | Працездатний вік | Постпрацездатний вік |
| -------- | ------- | ------------------ | ---------------- | -------------------- |
| Чоловіки | 196     | 52                 | 125              | 19                   |
| Жінки    | 186     | 34                 | 103              | 49                   |
| Разом    | 382     | 86                 | 228              | 68                   |